# (10470) Bartczak
(10470) Bartczak est un astéroïde de la ceinture principale.

## Description
(10470) Bartczak est un astéroïde de la ceinture principale. Il fut découvert le 2 mars 1981 à l'observatoire de Siding Spring par Schelte J. Bus. Il présente une orbite caractérisée par un demi-grand axe de 2,34 UA, une excentricité de 0,14 et une inclinaison de 6,6° par rapport à l'écliptique.